# Chameleon
"Chameleon" este o melodie a cântăreței malteze Ira Losco. Acest cântec a reprezentat Malta în cadrul Eurovision Song Contest 2016.